# Мама Ануш
«Мама Ануш» — радянський двосерійний телефільм 1983 року, знятий режисером Араїком Вауні на кіностудії «Вірменфільм».

## Сюжет
Телефільм. Героїня фільму — зворушлива Ануш (Лія Ахеджакова) — їде до далекого міста, щоб бути поруч із сином, доки не закінчиться термін його служби в армії.

## У ролях
- Лія Ахеджакова — Анна Григорівна Мігуля, «мама Ануш», мама Юрика
- Лев Дуров — Микола Мігуля, батько Юрика
- Азат Шеренц — Міртакар-ата
- Тигран Восканян — Юрик
- Р. Давтян — Каріне
- Е. Григорян — стюардеса
- Степан Кеворков — Семен Семенович
- Олександр Хачатрян — Михайло Захаров, майор, заступник командира (озвучив О. Бєлявський)
- Айкануш Єремян — бабуся Тамара
- Арусь Папян — епізод
- Р. Мнацаканян — епізод
- К. Мелконян — епізод
- Олександр Шишкін — епізод
- Рудольф Гевондян — епізод
- Р. Гаспарян — епізод

## Знімальна група
- Режисер — Араїк Вауні
- Сценарист — Анатолій Галієв
- Оператор — Армен Міракян
- Композитор — Емма Мігранян
- Художник — Григорій Торосян